# Benito Juárez, Tierra Blanca
Benito Juárez är en ort i Mexiko.   Den ligger i kommunen Tierra Blanca och delstaten Veracruz, i den sydöstra delen av landet, 290 km öster om huvudstaden Mexico City. Benito Juárez ligger 155 meter över havet och antalet invånare är 387.
Terrängen runt Benito Juárez är platt, och sluttar österut. Runt Benito Juárez är det ganska tätbefolkat, med 65 invånare per kvadratkilometer. Närmaste större samhälle är Cosolapa, 17,3 km väster om Benito Juárez. Trakten runt Benito Juárez består till största delen av jordbruksmark.